# Plusiinae
Sous-famille
Les Plusiinae sont une sous-famille de lépidoptères nocturnes de la famille des Noctuidae.

## Liste des genres
- Abrostola Ochsenheimer, 1816
- Autographa Hübner, 1821
- Chrysodeixis
- Ctenoplusia
- Diachrysia
- Euchalcia
- Lamprotes
- Macdunnoughia Kostrowicki, 1961
- Panchrysia
- Plusia
- Polychrysia
- Syngrapha
- Tetrargentia
- Thysanoplusia Ichinose, 1973
- Trichoplusia
- Enigmogramma

## Liste des tribus
Selon BioLib (23 février 2019) :
- Abrostolini Eichlin & Cunningham, 1978
- Argyrogrammatini Eichlin & Cunningham, 1978
- Omorphini
- Plusiini Boisduval, 1829